# Medvéditsa (Volgograd)
|  | Per a altres significats, vegeu «Medvéditsa». |

Medvéditsa (en rus: Медведица) és un poble de l'óblast de Volgograd, a Rússia, segons el cens del 2010 tenia 2.404 habitants. Pertany al districte de Jírnovsk.